# Телеуправляемый необитаемый подводный аппарат
Телеуправляемый необитаемый подводный аппарат (ТНПА) (англ. remotely operated underwater vehicle (ROV)) — это подводный аппарат, часто называемый роботом, который управляется оператором или группой операторов (пилот, навигатор и др.) с борта судна. Аппарат связан с судном сложным грузонесущим кабелем, через который на аппарат поступают сигналы дистанционного управления и электропитание, а обратно передаются показания датчиков и видеосигналы. Пилот находится на борту судна, поэтому аппарат необитаемый.

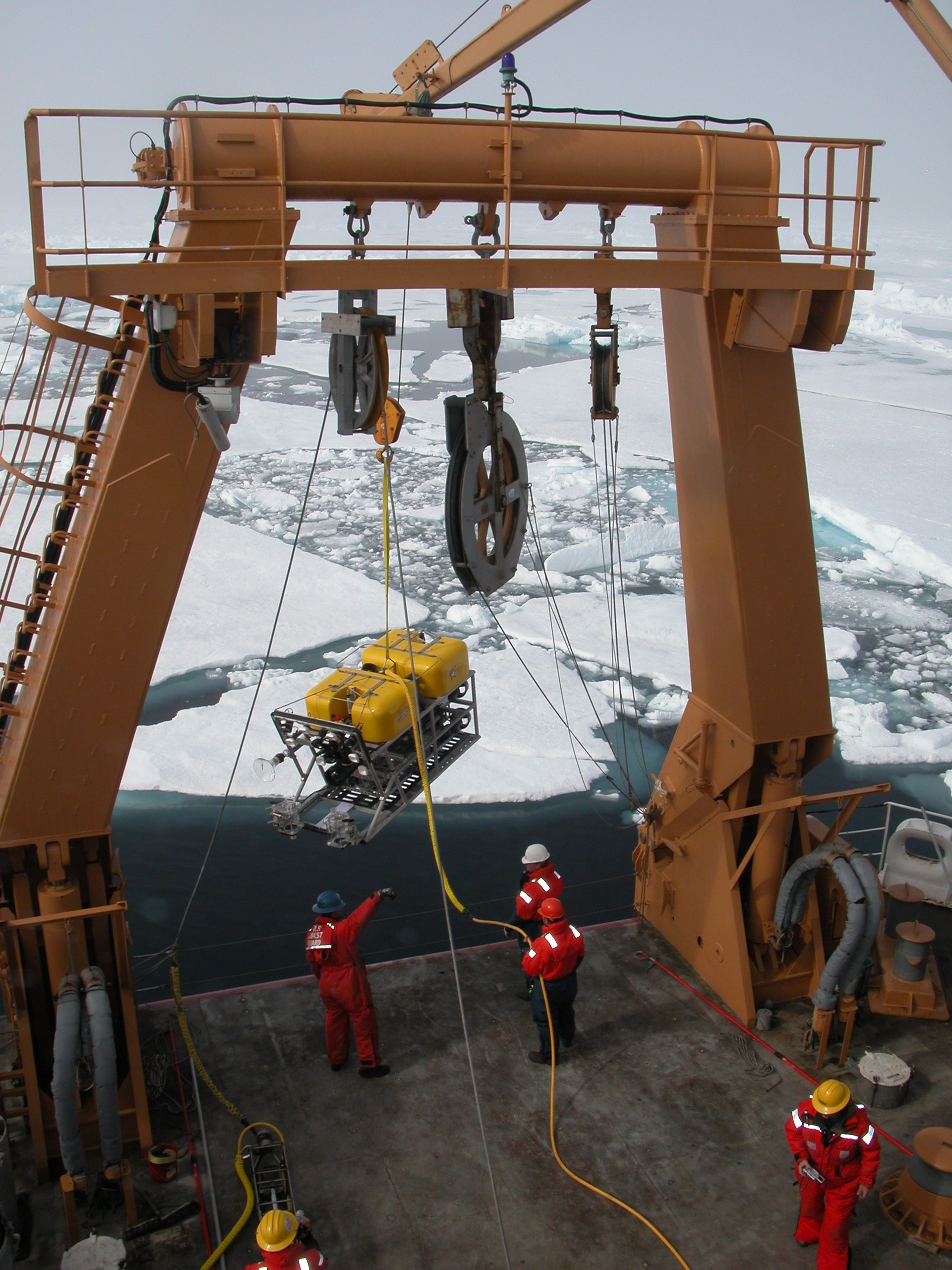
Телеуправляемый подводный аппарат ледокола береговой охраны США «Хили» в море Бофорта

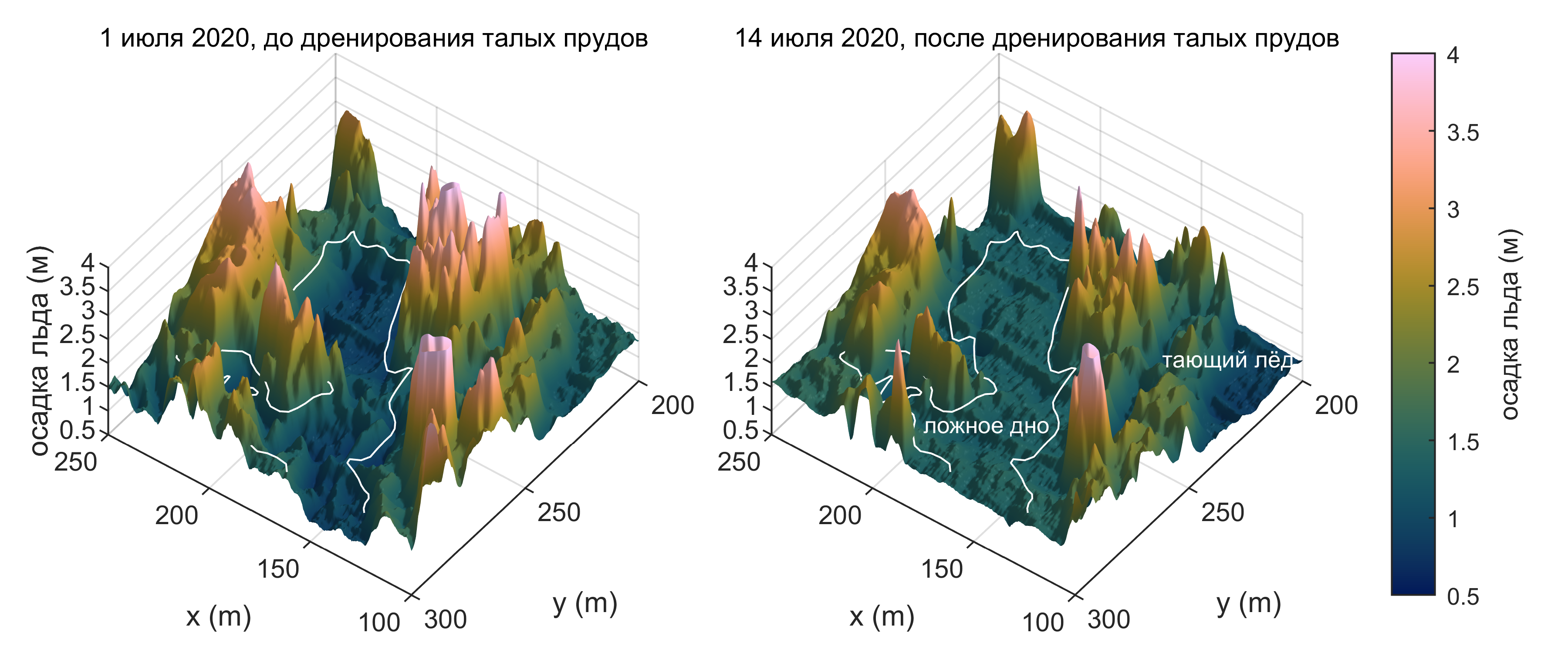
Осадка арктического морского льда с ложным дном, полученная с помощью многолучевых гидролокационных измерений с телеуправляемого подводного аппарата

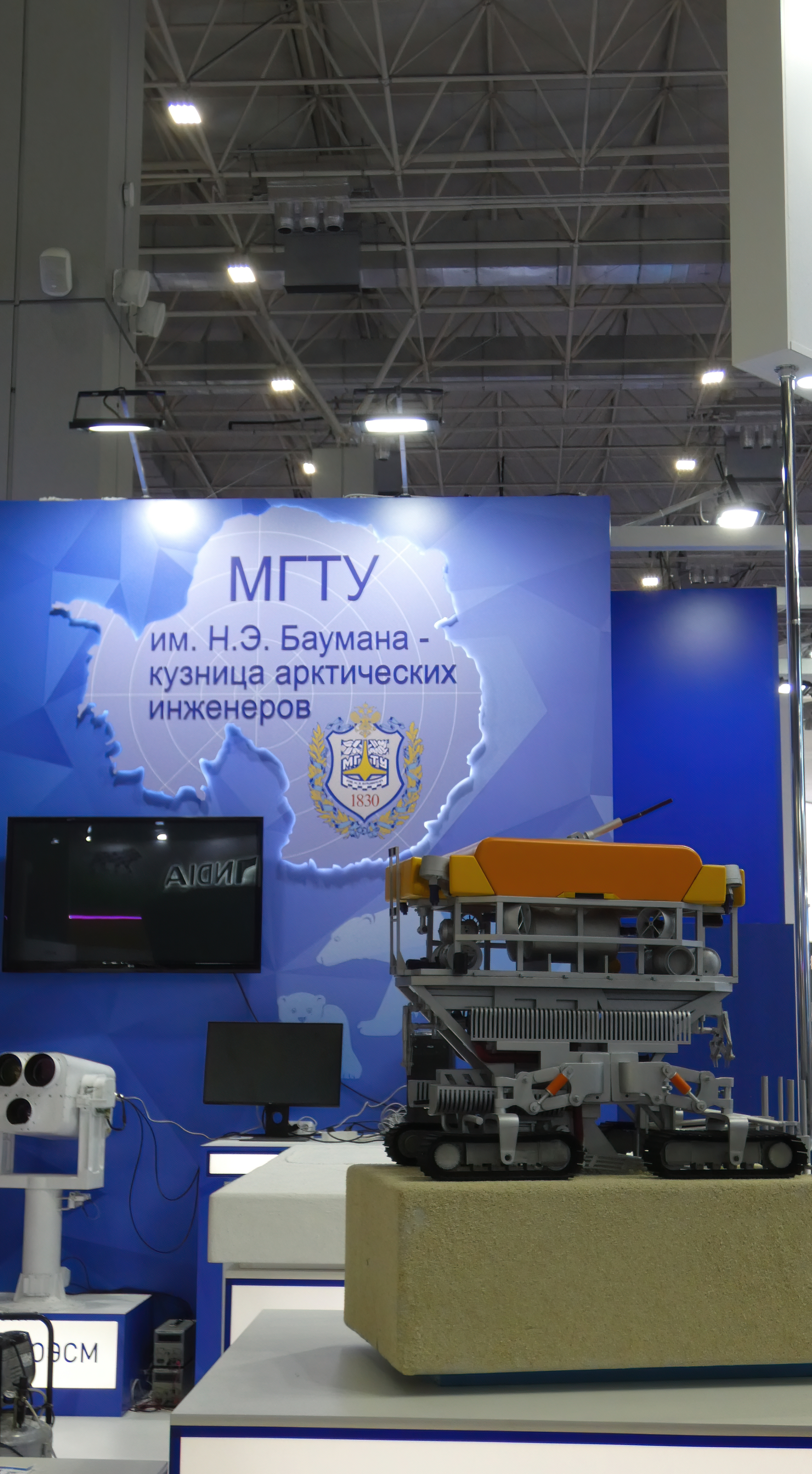
Телеуправляемый подводный робототехнический комплекс «Шельф» на выставке «Армия-2021».

## Назначение
ТНПА используются для картографии грунта, осмотровых работ, для спасательных операций, для остропки и извлечения крупных предметов со дна, для работ по обеспечиванию объектов нефтегазового комплекса (поддержка бурения, инспекция трасс газопроводов, осмотр структур на наличие поломок, выполнение операций с вентилями и задвижками), для операций по разминированию, для научных приложений, для поддержки водолазных работ, для работ по поддержанию рыбных ферм, для археологических изысканий, для осмотра городских коммуникаций, для осмотра судов на наличие взрывчатых устройств или контрабандных товаров, прикреплённых снаружи к борту и др. Круг решаемых задач постоянно расширяется, и парк аппаратов стремительно растёт. Работа аппаратом намного дешевле дорогостоящих водолазных работ несмотря на то, что первоначальные вложения достаточно велики, хотя работа аппаратом не может заменить весь спектр водолазных работ.
ТНПА также используются в науке. Например, небольшие ТНПА могут проводить комплексные измерения свойств морского льда и подлёдной воды. В прошлом подобные исследования проводились с помощью подводных лодок. Обычно ТНПА оборудованы камерами, многолучевым гидролокатором для измерения осадки льда, пиранометром для измерения светопропускания льда, сенсорами для измерения солёности, температуры и концентрации различных веществ (хлорофилл, кислород, углекислый газ и др.), а также манипулятором для переноски коллекторов наносов. Глубоководные ТНПА также используются для сейсморазведки морского дна для получении информацию о строении земной коры вплоть до мантии. Использование автономных необитаемых подводных аппаратов АНПА в океанах ограничено т.к. скорость дрейфа льда или течения может превысить скорость аппарата, что может привести к потере АНПА, т.к. они не имеют грузонесущего кабеля в отличие от ТНПА.

## Оборудование аппаратов
Стандартно аппарат имеет следующее оборудование:
- Движители (от трёх до десяти и более)
- Датчик давления
- Компас или гирокомпас для ориентирования в пространстве
- Видеокамеры
- Осветительное оборудование
- Манипулятор
- Гидролокатор кругового обзора
- Маяк ответчик ГАНС (гидроакустическая навигационная система)

В аппаратах массой менее 50 кг, используемых для осмотровых целей часто отсутствует манипулятор и гидролокатор, бывают и другие упрощения.
В аппаратах рабочего класса и аппаратах для осмотра с возможностью добавочного оборудования (так называемый класс II по NORSOK U-102) может использоваться следующее оборудование:
- Гидравлический модуль
- Гидравлические манипуляторы способные поднимать более 100 кг
- Гидравлический тросорез
- Дисковый тросорез
- Трассоискатель
- Осмотровой модуль для трубопровода
- Многолучевой эхолот
- Щётка для чистки конструкций
- Очистные устройства на принципе гидроструйной очистки
- Модуль остропки

## Образовательные ТНПА
ТНПА используются в образовательном процессе. Школьники и студенты разрабатывают ТНПА с нуля или используют образовательные наборы. Разработанные аппараты команды студентов могут использовать для участия в соревнованиях по подводной робототехнике в категории ТНПА. Самыми крупными в мире соревнованиями среди ТНПА являются MATE ROV Competition, которые организуются MATE Center с 2002 года.